# Новопокровский сельский округ (Северо-Казахстанская область)
Новопокровский сельский округ (каз. Новопокровка ауылдық округі) административная единица в составе района Шал акына Северо-Казахстанской области Казахстана. Административный центр — село Новопокровка.
Население — 1749 человек (2009, 2637 в 1999, 3369 в 1989).

## История
Сельский совет образован 27 октября 1924 года. 12 января 1994 года постановлением главы Северо-Казахстанской областной администрации образован Новопокровский сельский округ. В состав сельского округа совместным решением 12-й сессии Северо-Казахстанского областного маслихата и акима области от 12 февраля 1997 года была включена территория ликвидированного Жанасуского сельского совета (сёла Жанасу, Аксу, Енбек).

## Состав
В состав округа входят такие населенные пункты:
| Населенный пункт   | Население, человек (1989) | Население, человек (1999) | Население, человек (2009) |
| ------------------ | ------------------------- | ------------------------- | ------------------------- |
| Аксу, село         | 346                       | 311                       | 239                       |
| Белоглинка, село   | 298                       | 256                       | 145                       |
| Енбек, село        | 254                       | 253                       | 161                       |
| Жанасу, село       | 543                       | 430                       | 231                       |
| Новопокровка, село | 1928                      | 1387                      | 973                       |